# Alternative Songs
Alternative Songs (původně Hot Modern Rock Tracks a Modern Rock Tracks) je hudební žebříček v USA, který se poprvé objevil v časopise Billboard dne 10. září 1988. Jedná se o seznam 40 nejhranějších moderních rockových (především alternativní rock) písní v rozhlasových stanicích. Žebříček byl zaveden jako doplněk k Mainstream Rock Tracks a jeho vytvoření bylo podnětem pro velký rozmach alternativní hudby roce 1980.
Během prvních let existence žebříčku Modern Rock Tracks, žebříček Alternative Songs představoval písně, kterým nebyla věnována pozornost ostatních moderních rockových stanic. Takže žebříček zahrnoval mnoho umělců hrajících žánry jako electronica nebo post-punk. Postupně se stal alternativní rock dominantním žánrem (zejména po rozmachu grunge v roce 1990) se žebříčky Modern Rock Tracks a Mainstream Rock Tracks staly velmi podobnými, včetně obsahu velkého množství stejných písní.
K umělcům/skupinám s největším počtem písní na #1 patří: Red Hot Chili Peppers (12), Linkin Park (11), Foo Fighters (9), Green Day (9), U2 (8), R.E.M. (6).